# Serhiy Cherniavskiy
Serhiy Volodymyrovych Cherniavskiy (em ucraniano:  Сергій Володимирович Чернявський; nascido em 2 de abril de 1976) é um ex-ciclista olímpico ucraniano.
Conquistou uma medalha de prata nos Jogos Olímpicos de Verão de 2000 e um título mundial em 2001 nos 4000 m competindo na prova de perseguição por equipes.